# Csáky-Bogár Rita
Csáky-Bogár Rita (Budapest, 1969.04.08. –) hegedűművész. 

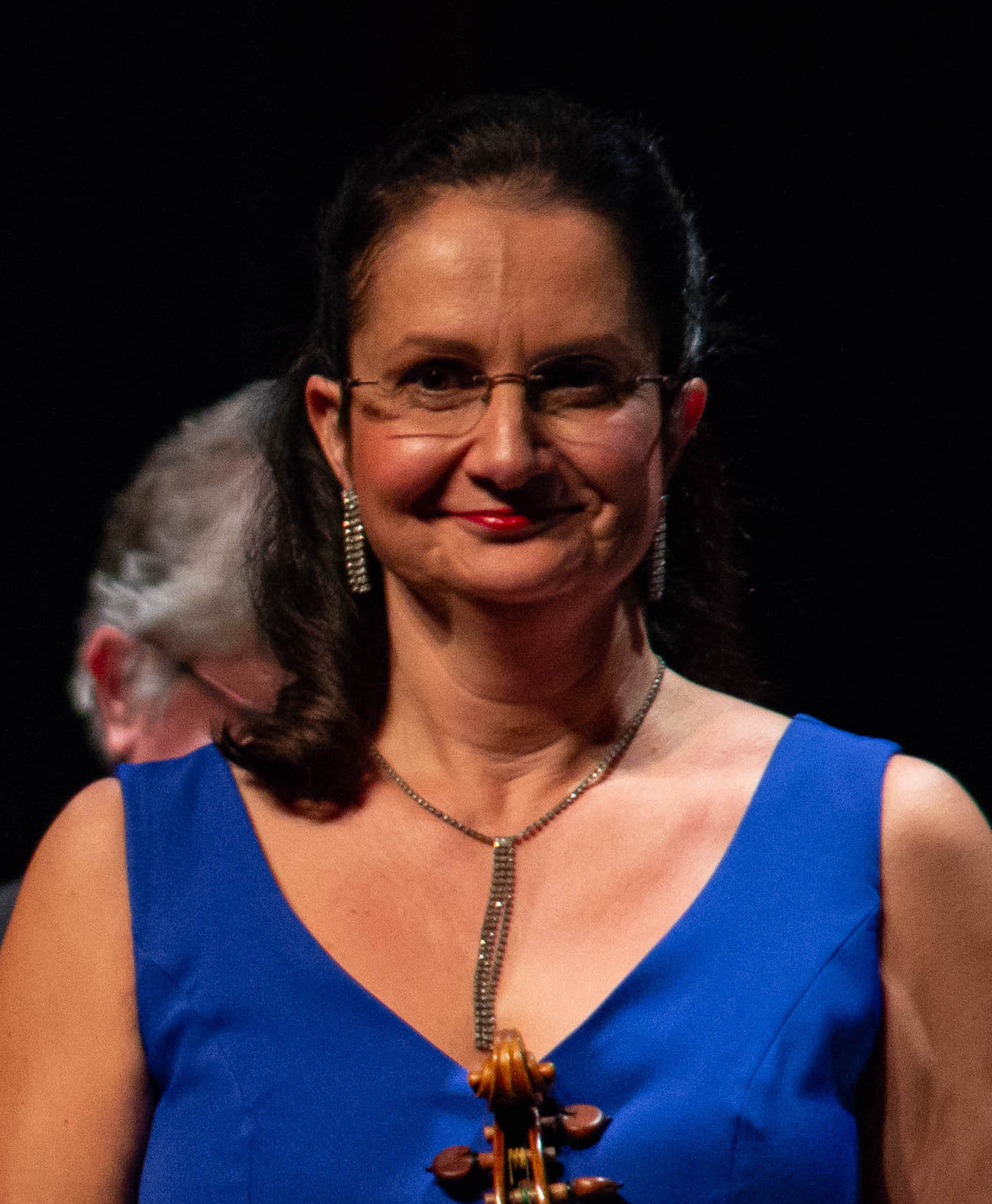
Csáky-Bogár Rita

## Életpályája
Édesapja Bogár István, zeneszerző (1937-2006), édesanyja Csáky Edit könyvszerkesztő (1938-2017), nővére Dr. Bogár Edit nyelvész, műfordító (1963-2022).
Férje: Deák András, karmester. Gyermekei: Elek Zsófia Kata (1994) és Deák Péter (2003).
Ötévesen kezdett hegedülni. 1982-ben került a Zeneakadémia előkészítő tagozatára, ahol Vermes Máriánál tanult.
A Liszt Ferenc Zeneművészeti Főiskola Tanárképző Tagozatán 1992-ben diplomázott Gózon Kinga növendékeként. 
A diploma megszerzése után 1992-től 2021-ig a Duna Szimfonikus Zenekarban dolgozott, 1996-tól mint szólamvezető.
1986-ban édesapja, Bogár István megalapította a Budapesti Strauss Zenekart, melynek kezdetektől fogva tagja. E zenekarral többek között fellépett Franciaországban, Spanyolországban, Olaszországban, Ausztriában, Belgiumban, Németországban, Svájcban, Hongkongban, de más zenekarokkal is játszott Japánban, Kínában és Indonéziában is. 
A Budapesti Strauss Zenekarral az évek során csak Párizsban a Salle Pleyelben több mint 110, Barcelonában a Palau de la Músicában több mint 90 koncertet adtak. 
1993-ban létrehozta az Orchestra Feminát, mely a Budapesti Strauss Zenekar női kamaraegyüttese lett. 
Édesapja 2006-ban bekövetkezett halála óta a Budapesti Strauss Zenekar művészeti vezetője, és koncertmestereként átvette és ápolja e zenekar hagyományait.